# Cocktail (pamplemousse)
Pour les articles homonymes, voir Cocktail (homonymie).
Hybride
Parent  A  de l'hybridation 
  Citrus maxima cv Siamese Sweet 
×

'Parent  B  de l'hybridation 
  Citrus reticulata cv Frua

Classification phylogénétique
Cocktail (pamplemousse) est un hybride du pamplemoussier 'Siamese Sweet' et de la mandarine 'Frua' (C. reticulata 'Dancy' × 'King' tangor). Cet agrume est principalement présent en Californie.

## Dénomination
Citrus paradisi Mac. cv. Cocktail est aussi nommé Mandelo aux Etats-Unis, soit la contraction de MANdarine et PomELO (C. maxima).
Le nom de 'Pamplemousse Cocktail', en anglais Cocktail pummelo = Citrus maxima cv Cocktail est exact. Louise Ferguson et al. (2014) écrivent bien que Cocktail pomelo n'est pas un grapefruit (C. paradisi). Pourtant Cocktail grapefruit = Citrus x paradisi est usuel et employé par Muhammad Sarwar Khan (2021) qui précise qu'il s'agit d'un hybride.
Ces noms n'ont jamais été officiellement publiés (2024) mais ils sont utilisés dans le publications académiques. Il est mentionné en 1999 sous son nom «Cocktail est un nouvel agrume, sélectionné par l'Université de Californie à Riverside, disponible à Monrovia... son jus est très sucré».

## Histoire
UC Riverside chez qui il a été obtenu sous le code CRC 3555 pense qu'il date des années 1950. L'hybridation aurait été faite dans les années 1920 et le cultivar est devenu juridiquement libre 30 ans plus tard. Il a été introduit en Europe via la quarantaine française des végétaux de l'ANSES en 2017-18.
La production aux États-Unis, aux Caraïbes et au Mexique est cantonnée aux jardins familiaux.

## Description

### Phylogénie
Le séquençage (2012) a permis d'isoler le groupe Wheeny (Australie Citrus ×aurantium L. var. racemosa (Risso) ined.), Hassaku (C. maxima x mandarinier 'Kunenbo'), Cocktail, Oroblanco (Californie Siamese Sweet x pomélo Marsh ). Michel Chauvert (1980) avait dressé un inventaire des « fruits ressemblant au pamplemousse » et des problèmes de taxonomie de ces populations. Les taxonomistes donnent d'autres hybrides asiatiques (zone de primo domestication de C. maxima et des mandarines) comme synonymes hétérotypiques: C. hiroshimana hort. ex Yu. Tanaka, C. kotokan Hayata, C. miaray Wester, C. natsudaidai Hayata (hybride C. maxima x Kishu mandarine C. kinokuni Tanaka), C. otachibana hort. ex Yu. Tanaka (introgression de C. maxima dans une mandarine asiatique), C. pomelana Van Deman. Dan A. Kimball (20012) ajoute l'orangelo de Porto Rico. La caractéristique de ces fruits est leur discrète amertume associée à la douceur et à la jutosité. 
En quoi, Mandelo crée par les californiens est un terme générique qui pourrait être employé pour désigner ce cluster essentiellement asiatique, tout comme Tangelo (TANgerine x Citrus paradisi) désigne une population d'hybrides de C. paradisi essentiellement américains.
G. Albert Wu et al. (2018) ont «vérifié la filiation du pamplemousse Cocktail, avec un pamplemousse peu acide comme parent femelle et des mandarines King (KNG) et Dancy (DNC) comme deux grands-parents du côté paternel». Dans leur diagramme de partage d’haplotypes la composante pamplemousse identifiée comme 'Chandler' apparait faible.

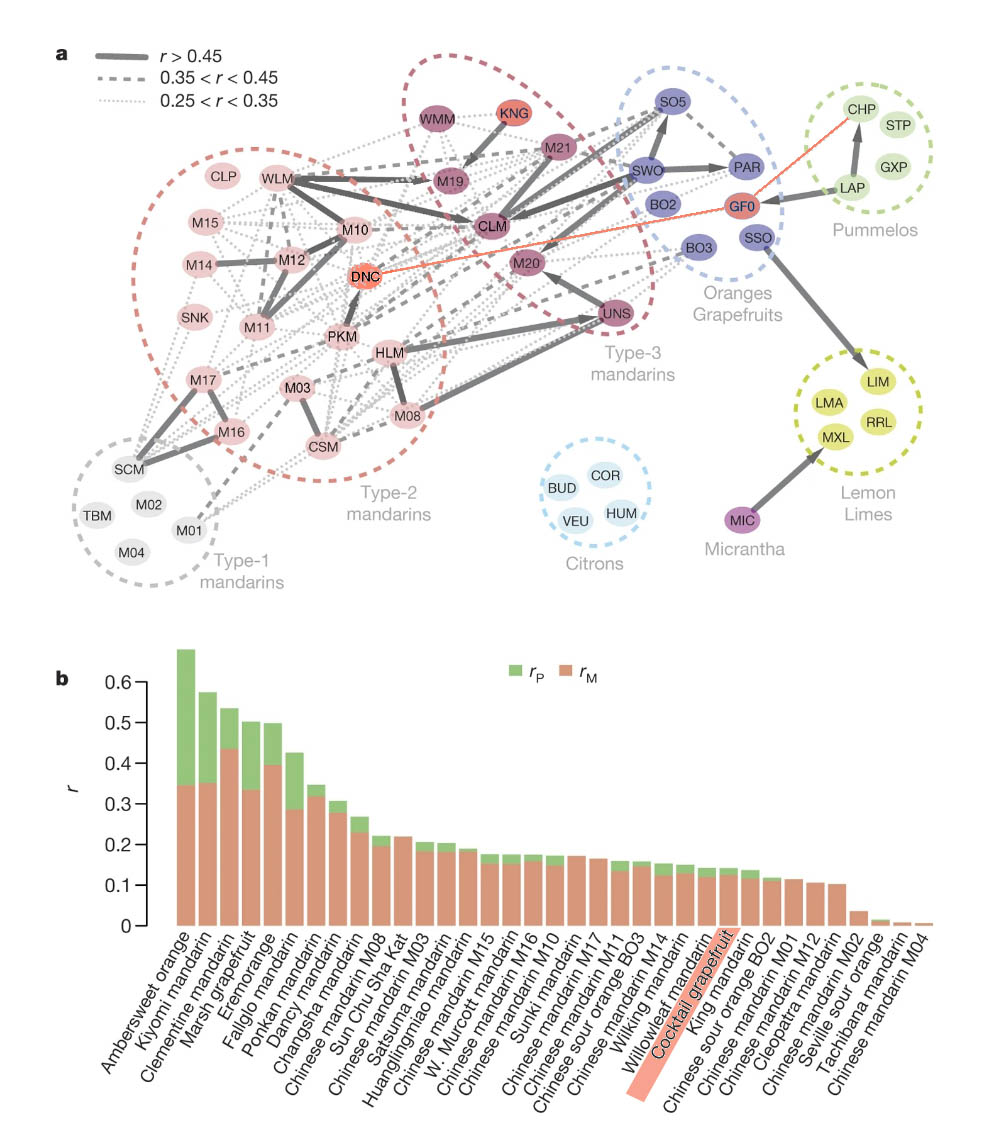
Phylogénie de Cocktail grapefruit [GF0] chez A. Wu et al. 2012.(King mandarin (KNG), Dancy tangerine (DNC) Chandler pummelo (CHP)).

### Phénotype

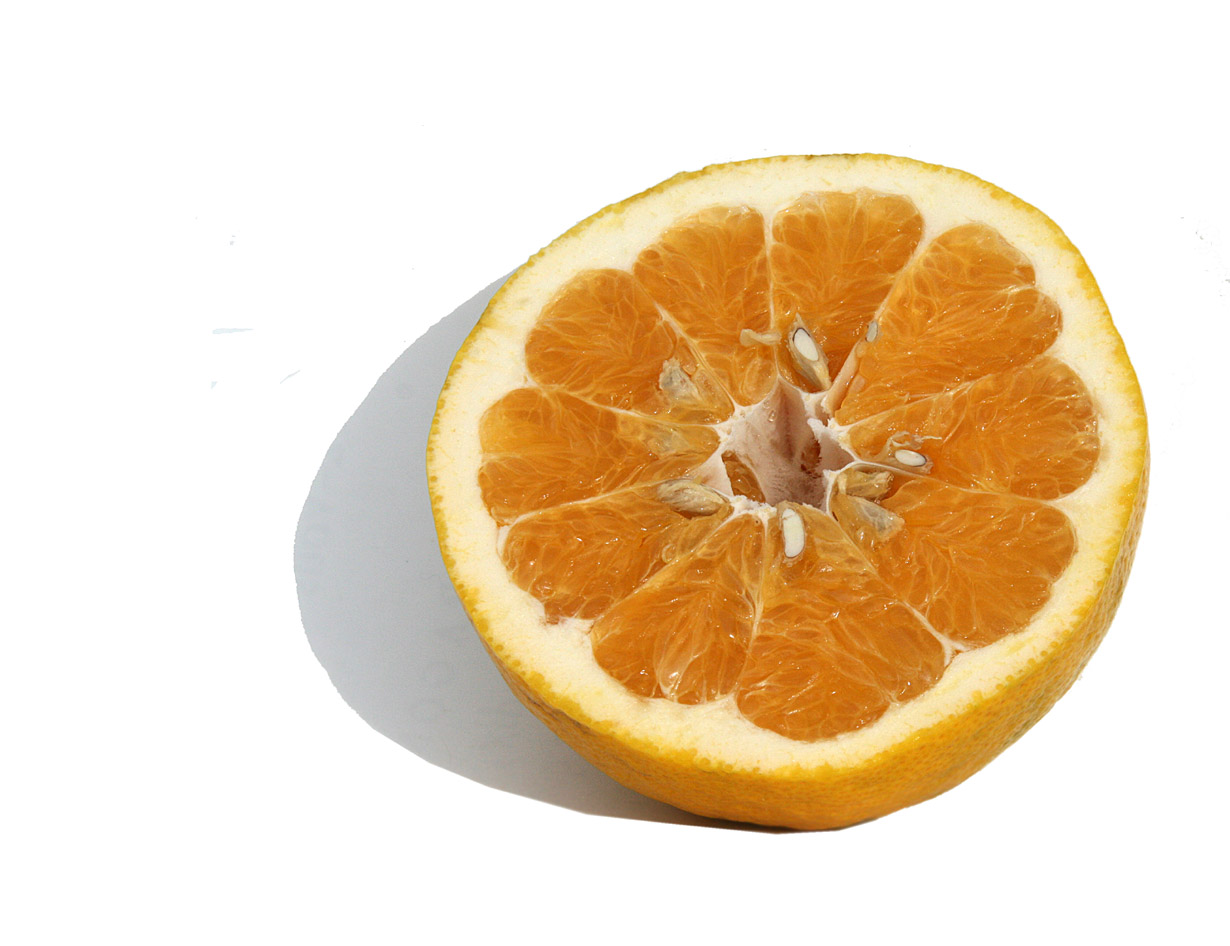
Cocktail en coupe avec 10 loges carpellaires il peut être mangé à la cuillère comme un grapefruit.

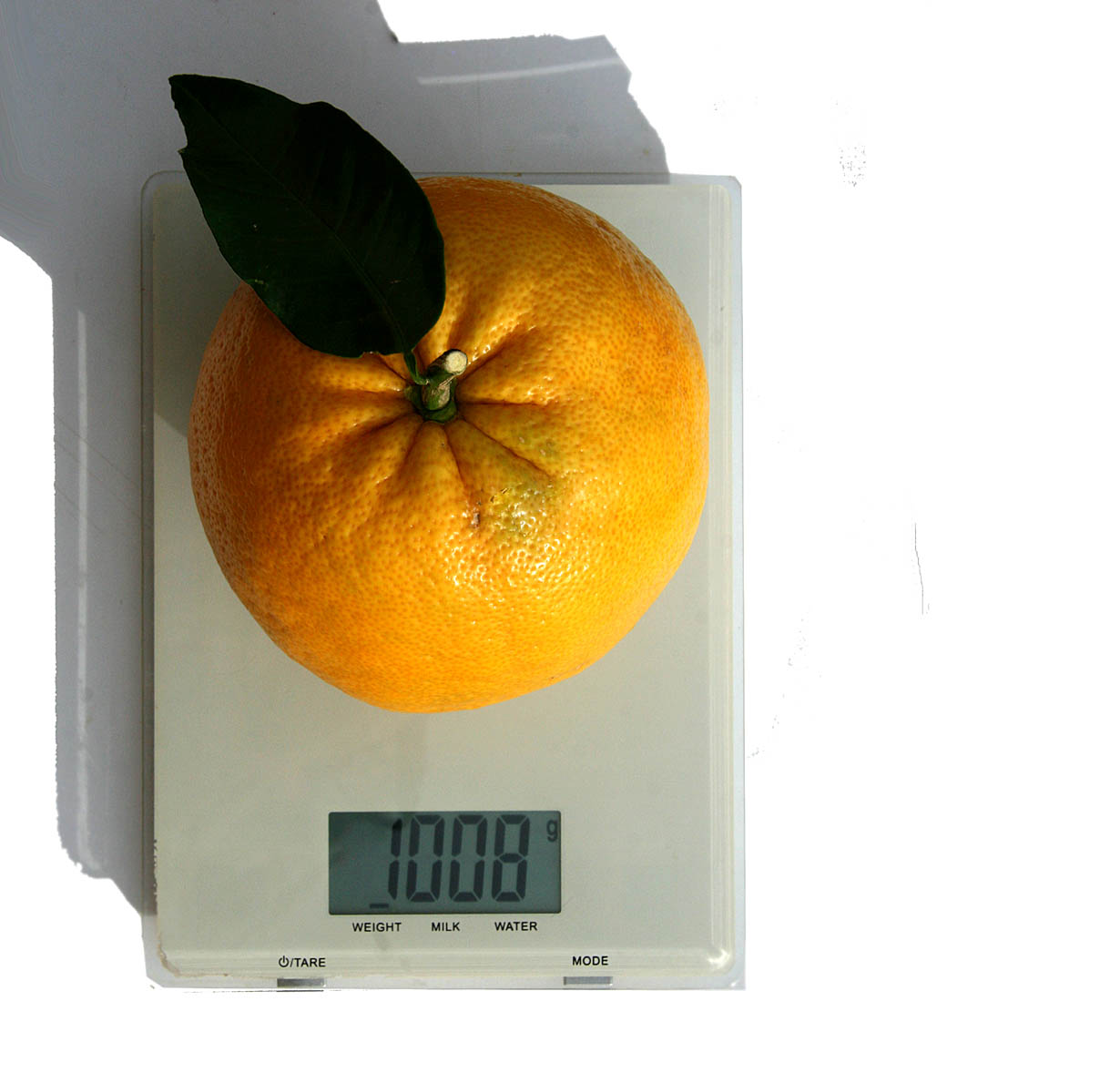
Plus sucré qu'Oroblanco, son poids peut atteindre 1 kg

Grand arbre vigoureux. Le fruit est à maturité en janvier-février N, se conserve bien sur l'arbre. Toutefois, comme pour Oroblanco 'Jaffa Sweetie'  il est aussi récolté et commercialisé encore vert en novembre.
Il est jaune à maturité est assez gros (diamètre de l'ordre de 10 cm) avec une pulpe jaune-oranger nuance rose, nombreuses graines, riche en jus. Ce jus d'une faible acidité, est décrit comme possédant des notes d'orange, des notes florales, herbacées et fruitées.

### Utilisation
Les pépiniéristes, les horticulteurs et les vendeurs mettent en avant la vocation à faire du jus dont la saveur se prête aux smoothies, aux long drinks, punchs et aux sauces, sirops, confiseries, y compris des jus fermentés. La composition du fruit a été analysée par une équipe chinoise (2022), elle est spécialement riche (1 015 composés phytochimiques dont 296 flavonoïdes, 145 acides phénoliques, 57 composés volatils).

### Capacité anti-oxydante
Parmi les pamplemoussiers thaïs le péricarpe de Cocktail et Rio Red (mutant de Ruby obtenu au Texas) ont la teneur en naringine (9 872 mg/kg fruit frais) et en néohesperidine  (7 011 mg/kg) les plus élevées.